# Нова Русколенка
Нова Русколенка (пол. Nowa Ruskołęka) — село в Польщі, у гміні Анджеєво Островського повіту Мазовецького воєводства.
Населення — 205 осіб (2011).
У 1975-1998 роках село належало до Ломжинського воєводства.

## Демографія
Демографічна структура станом на 31 березня 2011 року:
|          | Загалом | Допрацездатний вік | Працездатний вік | Постпрацездатний вік |
| -------- | ------- | ------------------ | ---------------- | -------------------- |
| Чоловіки | 94      | 21                 | 58               | 15                   |
| Жінки    | 111     | 31                 | 50               | 30                   |
| Разом    | 205     | 52                 | 108              | 45                   |